# Vesiólaya (Krasnodar)
Vesiólaya (del ruso: Весёлая) es una stanitsa del raión de Pávlovskaya del krai de Krasnodar, en Rusia. Está situado a orillas del río Vesiólaya, afluente del río Yeya, 23 km al este de Pávlovskaya y 151 km al nordeste de Krasnodar, la capital del krai. Tenía 2 110 habitantes en 2010.
Es cabeza del municipio Vesiólovskoye.

## Historia
La localidad fue fundada con el nombre  de jútor Novoyelizavétinski por colonos de Yelizavétinskaya.

## Economía
Los principales sectores de la economía de la localidad son la agricultura y la ganadería (empresa ZAO Niva).